# Odo z Beauvais
Odo z Beauvais, fr. Odon (ur. ?, zm. 28 stycznia 881) – opat, biskup, błogosławiony katolicki.
W młodości był rycerzem i miał żonę. Po wstąpieniu do zakonu benedyktynów w Corbie w 851 roku wybrano go na następcę Paschazego Radberta tamtejszego opactwa. W dziesięć lat później otrzymał sakrę diecezji Beauvais.
Będąc przełożonym zakonu stawał przeciwko najeźdźcom chcącym zagarnąć opactwo. Już jako biskup w 862, 866, 867 i 871 roku uczestniczył w synodach. Współdziałał z arcybiskupem Reims Hinkmarem broniąc autorytetu Kościoła w sporze Karola II Łysego z Ludwikiem II Niemieckim.
Jego zaangażowanie w życie polityczne dotkniętego kryzysem kraju sprawiło, że odgrywał istotną rolę w 
państwie zachodniofrankijskim. Przez króla Karola został wyznaczony do roli doradcy jego syna Ludwika II Jąkały i wykonawcy testamentu. Był autorem Vita Lucjana z Beauvais, którego opisał jako pierwszego biskupa diecezji Beauvais. Po śmierci postać otoczył lokalny kult zaaprobowany przez papieża Piusa IX.